# Torneo Interbritannico 1974
Il Torneo Interbritannico 1974 fu la settantottesima edizione del torneo di calcio conteso tra le Home Nations dell'arcipelago britannico. Anche quest'anno, come nei due anni precedenti, non fu disputata nessuna partita in Irlanda a causa del conflitto nordirlandese. Il torneo fu vinto congiuntamente dall'Inghilterra e dalla Scozia. 

## Risultati
| Data           | Luogo   | Squadra 1   | Risultato | Squadra 2        |
| -------------- | ------- | ----------- | --------- | ---------------- |
| 11 maggio 1974 | Glasgow | Scozia      | 0 - 1     | Irlanda del Nord |
| 11 maggio 1974 | Cardiff | Galles      | 0 - 2     | Inghilterra      |
| 14 maggio 1974 | Glasgow | Scozia      | 2 - 0     | Galles           |
| 15 maggio 1974 | Londra  | Inghilterra | 1 - 0     | Irlanda del Nord |
| 18 maggio 1974 | Wrexham | Galles      | 1 - 0     | Irlanda del Nord |
| 18 maggio 1974 | Glasgow | Scozia      | 2 - 0     | Inghilterra      |

## Classifica
| Pos | Squadra          | Pti | G | V | N | P | GF | GS |
| --- | ---------------- | --- | - | - | - | - | -- | -- |
| 1   | Scozia           | 4   | 3 | 2 | 0 | 1 | 4  | 1  |
| 1   | Inghilterra      | 4   | 3 | 2 | 0 | 1 | 3  | 2  |
| 3   | Irlanda del Nord | 2   | 3 | 1 | 0 | 2 | 1  | 2  |
| 3   | Galles           | 2   | 3 | 1 | 0 | 2 | 1  | 4  |